# French house
French house, även Fransk Filterhouse eller Metalhouse, är en subgenre till housen som skapades av fransmännen i Daft Punk när debutalbumet "Homework" gavs ut 1997. Numera har framförallt det franska skivbolaget Ed Banger Records fått genren att återuppstå med hjälp av DJ:s som SebastiAn och Justice.
Till skillnad från den tidigare discohousen som ofta bygger på samplade 1970-talsloopar inspirerades artisterna mer av 80-talet med dess mer pretentiösa stil, men behöll fortfarande den funkiga discokänslan.
Även electroinslag förekommer och man plockade fram vocoders på nytt.
Kända artister inom genren är Daft Punk, Alan Braxe, Fred Falke, Stardust och Cassius.
Stilen har på de senaste två åren splittrats varav en del har utvecklat ett mer smutsigt retro-electrosound, till exempel Justice och SebastiAn.